# Unités sahariennes françaises
 (décembre 2012).
Si vous disposez d'ouvrages ou d'articles de référence ou si vous connaissez des sites web de qualité traitant du thème abordé ici, merci de compléter l'article en donnant les références utiles à sa vérifiabilité et en les liant à la section « Notes et références ».
Les unités sahariennes furent des unités de l'armée française affectées au Sahara durant l'Algérie française. Elles furent dissoutes à l'indépendance de l'Algérie, en 1962.

## Généralités
Les unités sahariennes furent de plusieurs types, allant des unités méharistes aux unités montées (à dos de cheval ou de mulet) ou encore portées (sur véhicules).
Elles étaient chargées des missions de police, d'escorte et plus généralement de présence dans les zones peu peuplées et difficilement accessibles des confins sahariens dans les anciennes colonies (Maroc, Algérie, Tunisie, Libye).

### Particularités des méharistes
En règle générale, les unités méharistes étaient composées d'officiers et de sous-officiers français encadrant des hommes de troupe indigènes, dont des membres des tribus nomades locales passés à la postérité sous le nom de goumiers. Si certaines unités passaient une partie de l'année en poste, d'autres, en revanche, nomadisaient en permanence, suivant les mouvements des populations nomades. Ce mode de vie requérait alors, de la part des Français qui y servaient, des capacités physiques et morales bien trempées.

## Histoire

### Les origines
De tout temps les Touaregs et autres tribus du Sahara ont utilisé les dromadaires (vaisseaux du désert) pour leurs qualités exceptionnelles dans un milieu aussi difficile.
En 1800, au cours de la campagne d'Égypte, Napoléon Ier décide d'équiper certaines de ses unités de dromadaires afin de leur permettre des déplacements plus rapides. C'est ainsi que ces dragons se déplacent à dos de camélidés et mettent pied à terre pour combattre.
Ensuite, les troupes engagées dans la conquête de l'Afrique, furent rapidement confrontées aux limites du cheval dans ce milieu aride et contraintes d'utiliser le dromadaire, non seulement comme bête de somme (Faidherbe), mais aussi comme monture par des hommes comme Laperrine, Meynier ou Lamy
À la fin du XIXe siècle, malgré l'échec de la création de la première unité méhariste, plusieurs tentatives sont menées à terme, posant ainsi les premières pierres du développement de ces unités d'un type nouveau.

### La création officielle
La loi du 5 décembre 1894 porte création des troupes spéciales sahariennes avec un escadron de spahis sahariens et une compagnie de tirailleurs sahariens. Au début du XXe siècle, le chef d'escadron Laperrine réussit à convaincre le commandement de procéder au remplacement des unités de spahis et de tirailleurs par des indigènes rompus aux difficultés du désert.
Le 30 mars 1902, une loi porte création de cinq compagnies sahariennes commandées alors par des officiers des affaires indigènes. Ces compagnies dépendent alors de l'arme de l'infanterie, par opposition aux unités relevant des troupes de marine (puis troupes coloniales) stationnées en Afrique-Occidentale française et au Levant. On les appelle alors les formations métropolitaines.

## Organisations
L'une des particularités de ces unités est d'être composées d'indigènes qui doivent pourvoir à leur nourriture, leur équipement, ainsi que leur remonte (achat et entretien du méhari).

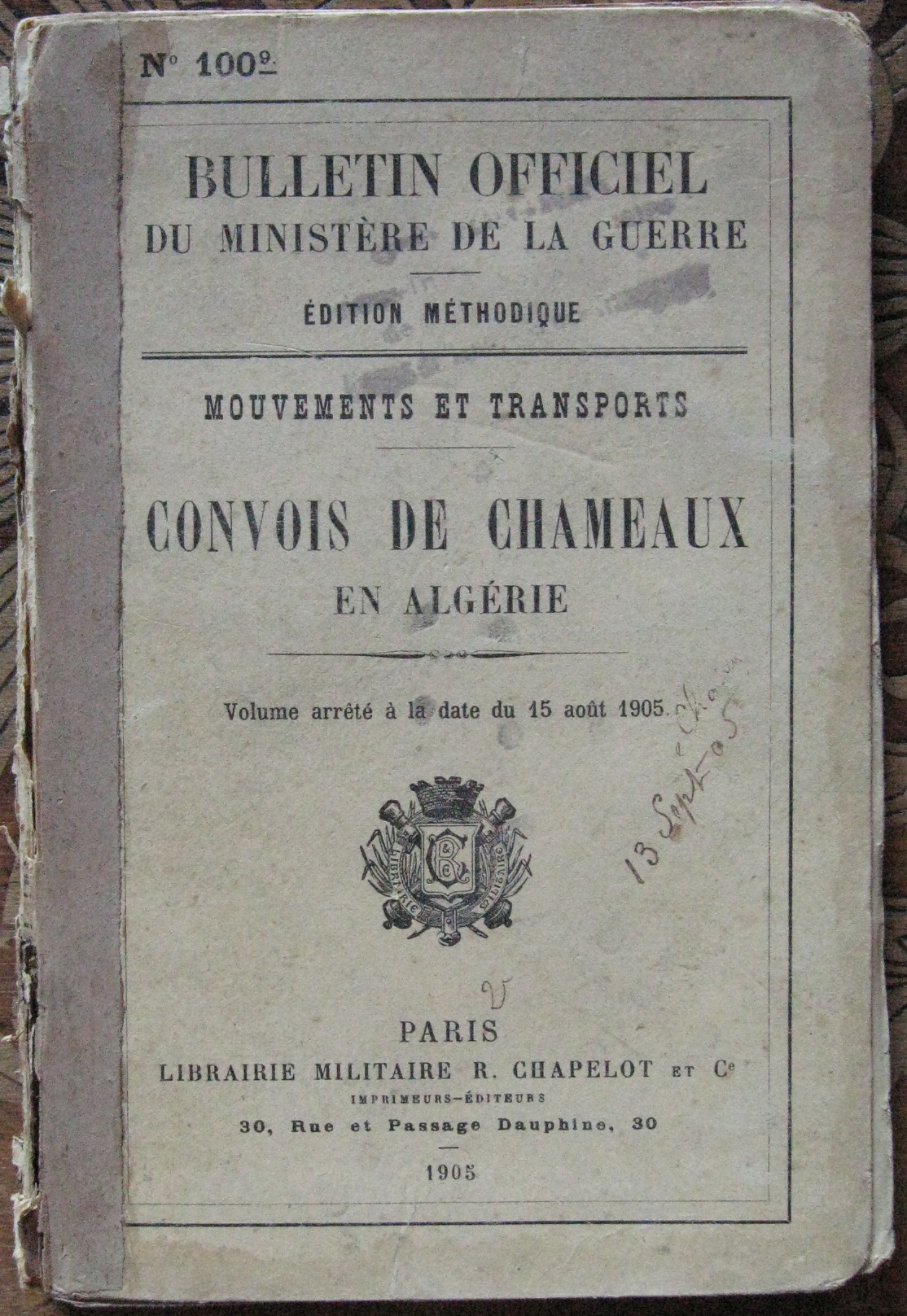
Manuel militaire français datant de 1905 réglementant les convois en chameaux.

### Unités dugénie
Deux unités de l'arme du génie sont à l'œuvre au Sahara :
- le bataillon saharien du génie

Il se compose de deux compagnies, stationnées à El-Goléa et Ouargla, ainsi que d'un état-major et compte environ 220 hommes en tout.
Chaque compagnie est articulée de la même manière :

- 1 section de commandement

- 1 section de transport et d'entretien

- 1 section engins

- 1 section d'encadrement du personnel civil

- la compagnie saharienne de Colomb-Béchar

Articulée de la même manière que les compagnies ci-dessus, elle compte en revanche un peu plus de 400 hommes et de nombreux véhicules et engins de tous types.

### Unités destransmissions
Les unités des transmissions sont réparties en deux compagnies au service des deux commandements de zone. Elles comptent entre 170 et 200 hommes chacune. Leurs missions sont d'armer les centres de transmissions, les centraux téléphoniques et les stations radio des postes ainsi que de fournir le personnel compétent pour les unités nomadisant. Ces unités sont les suivantes :
- la 1re compagnie de transmissions à Colomb-Béchar
- la 2e compagnie de transmissions à Ouargla

### Unités de transport
Il existe trois compagnies de transport comprenant chacune :

- 1 section de commandement

- 1 section de transport

- 1 élément de taille variable en fonction de l'unité

L'ensemble des compagnies de transport représente environ 200 hommes.

### Unitéscoloniales
Deux unités méharistes coloniales étaient en service :
- les pelotons méharistes d'Afrique-Occidentale française composés des :

- 1re brigade (Mauritanie)

- 3e brigade (Mauritanie et Soudan français)

- 4e brigade (Niger)

Chacune de ces brigades était divisée en deux ou trois pelotons méharistes équipés de mortiers de 60 mm et de mitrailleuses et constitué d'environ 70 hommes.
À chaque peloton est adjoint un goum de supplétifs (indigènes servant l'armée française sans en faire partie).
- les groupes nomades d'Afrique-Équatoriale française

Chacun de ces groupes compte deux sections de plus de 90 hommes auxquels est ajouté un goum de supplétifs.
Le territoire français des Afars et des Issas a disposé de la dernière unité méhariste française jusqu'à son indépendance en 1977 au sein de la milice qui devient en 1970 le groupement nomade autonome.